# 今村滉
今村 滉（いまむら こう、1999年9月13日 - ）は、日本の男性総合格闘家。石川県金沢市出身。

## 来歴
2021年、アマチュアDEEP公武堂ファイトなどに参戦
。
2022年3月、DEEP NAGOYA IMPACT 公武堂ファイト出場。フェザー級、今村　滉VS銀グラップリングシュートボクサーズ。
2023年12月、BODYMAKERpresents GLADIATOR 024 in OSAKA出場。フェザー級、今村滉VS水野翔。